# Copelatus polystrigus
Copelatus polystrigus är en skalbaggsart som beskrevs av Sharp 1882. Copelatus polystrigus ingår i släktet Copelatus och familjen dykare. Inga underarter finns listade i Catalogue of Life.